# Vassholmen

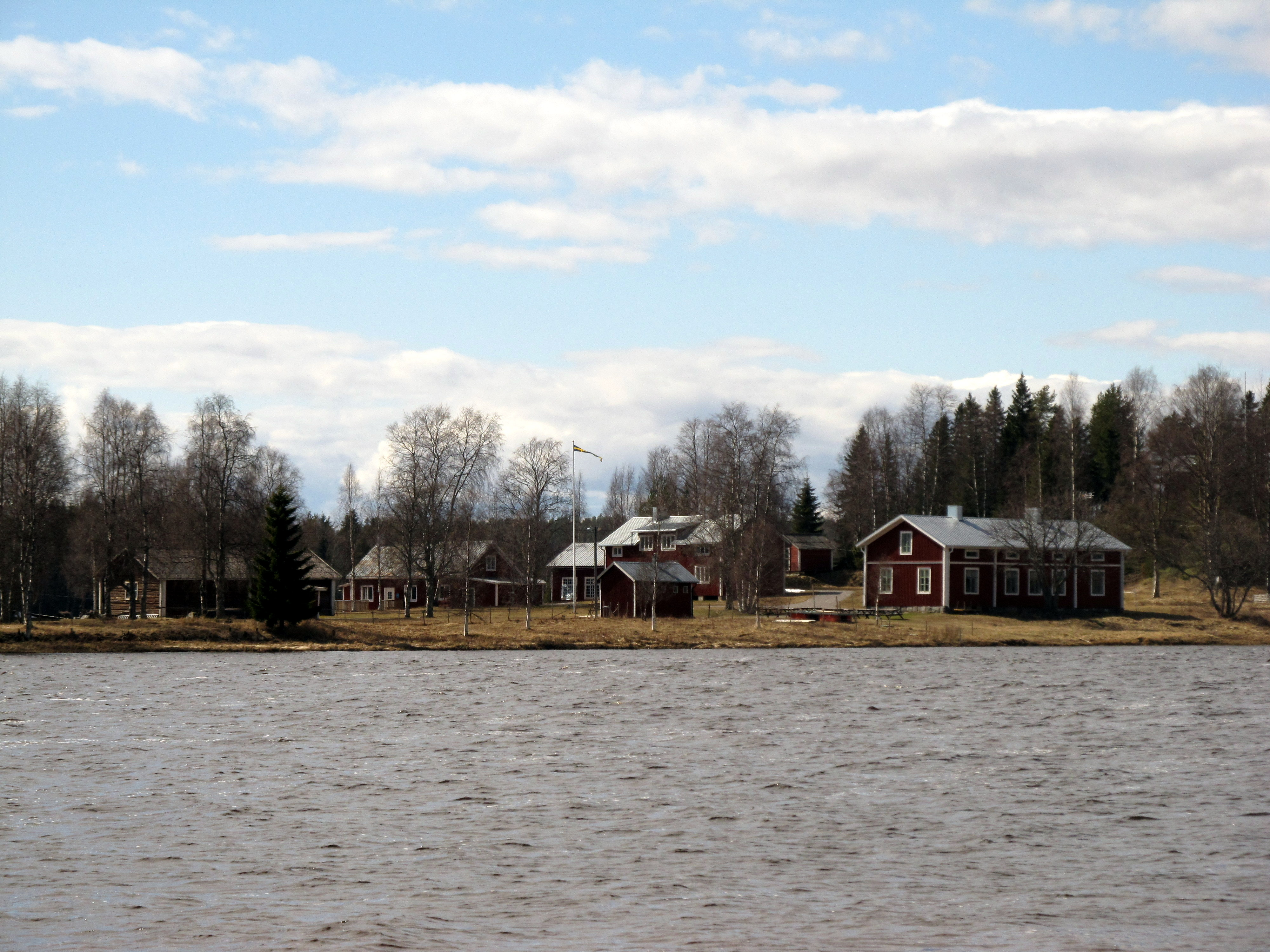
Byggnader på Vassholmen. Till höger syns den byggnad som idag är café och museum.

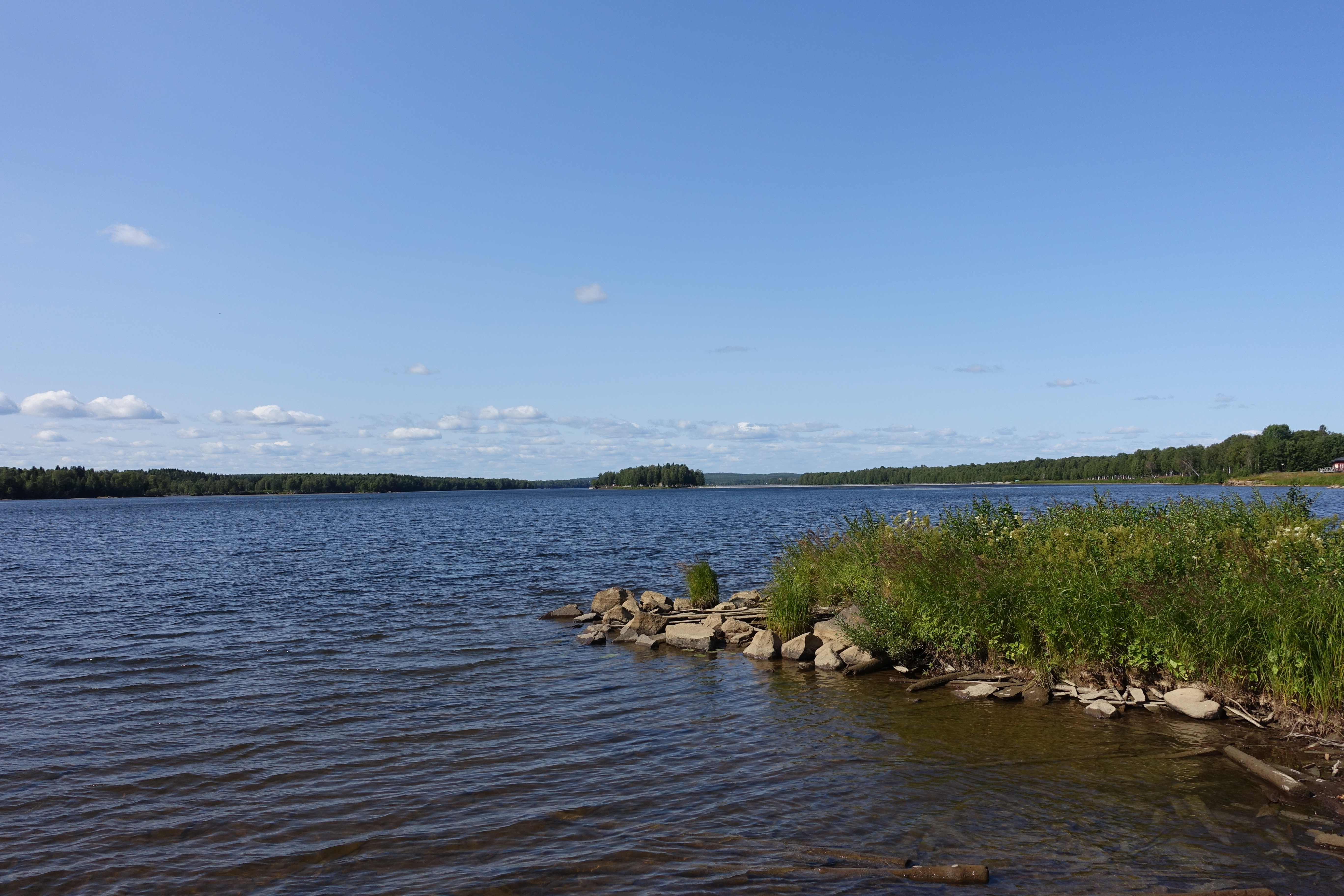
Vassholmen i mitten av Kalixälven med dess pontonbro år 2019, sedd från promenadstråket Strandpromenaden i Kalix.

Vassholmen är en ö i Kalixälven, belägen i centrala Kalix. På ön anlades på 1890-talet ett skiljeställe för timmer och timmerhanteringen pågick till 1979. Området har ett högt kulturhistoriskt värde och ingår även i ett av länets riksintressen för naturvård.
På ön finns det sommartid ett kafé och vanligtvis anordnas musikevenemang och andra tillställningar på ön. Under sommaren tar man sig över till ön genom en pontonbro sedan år 2014. Teater brukar även spelas på ön.  

## Flottningsmuseum
På ön finns det från flottningsepoken flera välbevarade byggnader och anläggningar, bland annat kontoret, Kalix gamla Tingshus som användes som mäss, arbetslokaler från 1930-talet, manskapsbarack, båthus, magasin, snickarverkstad, jordkällare, bastu, härbre och kaj. Flottningsmuseet i arbetarmässen (det före detta tingshuset) berättar om flottning och timmersortering i Kalix älv fram till 1977 då verksamheten upphörde. Här finns även öns kafé – Café Flottaren.

## Evenemang på ön
På ön brukar man anordna Vassholmsdagen varje sommar. Eldfesten brukar också hållas på ön med mat, dryck och underhållning. Vägen ner till området brukar fyllas med brinnande marschaller och även på själva ön. Bröllop anordnas ibland också på ön. 
På Eldfesten 2022 gästade duon Hooja Vassholmen.  

## Historik
Det har tidigare funnits träbroar som man har kunnat använda för att ta sig ut till Vassholmen. Rester av bron som kallades "Vandringen" finns fortfarande kvar än i dag (2020-talet), vid landfästet. Det har även på 1990-talet funnits nyare träbroar ut till ön.
Färjan "Lill-Emma" tog besökare över från fastlandet till Vassholmen under somrarna från cirka 2000 fram till år 2013. År 2010 satsade Kalix kommun ungefär 1 500 000 kronor för att renovera färjan samt för renovering av byggnaderna och rivning av den ena manskapsbaracken. År 2011 fortsatte arbetet och grönytor och gångvägar förbättrades och vissa tillgänglighetsförbättringar skedde.
År 2014 färdigställdes pontonbron som finns på plats sommartid och sedan år 2016 finns det skyltar utplacerade på svenska och engelska som berättar om öns historia.